# Bezzałogowy statek powietrzny
Bezzałogowy statek powietrzny (BSP, ang. unmanned aerial vehicle, skr. UAV), bezzałogowy system powietrzny (ang. unmanned aerial system, skr. UAS), dron – statek powietrzny, który nie wymaga do lotu załogi obecnej na pokładzie oraz nie ma możliwości zabierania pasażerów, pilotowany zdalnie lub wykonujący lot autonomicznie. Bezzałogowe statki powietrzne są obecnie wykorzystywane głównie przez siły zbrojne do obserwacji i rozpoznania przez co zwykle wyposażone są w osprzęt służący do obserwacji w postaci głowic optoelektronicznych. Uzbrojone i przeznaczone do wykonywania działań bojowych statki są określane jako „bezzałogowe bojowe statki powietrzne” (ang. unmanned combat air vehicle, skr. UCAV) lub „drony bojowe” (ang. combat drone).
Urządzenia tego rodzaju, bez żadnego wyposażenia, już od czasów I wojny światowej stosowane były do trenowania oddziałów przeciwlotniczych jako latające cele. Latające bomby V-1 stosowane przez Niemców do bombardowania Londynu, czy też pociski manewrujące też zaliczane mogłyby być do kategorii BSP, niemniej pojazdy tego typu są bronią samą w sobie i nie mogą być – w odróżnieniu od BSP – powtórnie wykorzystane.

## Klasyfikacja
| Klasa I   | masa: < 150 kg; zastosowanie: wsparcie operacji na poziomie taktycznym, czyli na szczeblu drużyny, plutonu bądź kompanii; czas lotu: do 6 h                            |
| Klasa II  | masa: 150 – 600 kg; zastosowanie: wsparcie operacji na poziomie taktycznym, czyli na szczeblu batalionu bądź brygady; czas lotu: do 24 h                               |
| Klasa III | masa: > 600 kg; zastosowanie: wsparcie operacji na poziomie operacyjnym i strategicznym; czas lotu: do 40 h ważne informacje: operacje na wysokich pułapach (> 3000 m) |

| Oznaczenie                  | Masa          | Przykład BSP     |
| --------------------------- | ------------- | ---------------- |
| Bardzo ciężki [Super Heavy] | >2000 kg      | RQ-4 Global Hawk |
| Ciężki [Heavy]              | 200 – 2000 kg | A-160            |
| Średni [Medium]             | 50 – 200 kg   | Raven            |
| Lekki [Light]               | 5 – 50 kg     | RPO Midget       |
| Bardzo lekki [Micro]        | <5 kg         | Dragon Eye       |

| Kategoria | Maksymalna wysokość n.p.m. | Przykład BSP |
| --------- | -------------------------- | ------------ |
| Niska     | < 1000 m                   | Pointer      |
| Średnia   | 1000 – 10000 m             | Finder       |
| Wysoka    | > 10000 m                  | Darkstar     |

## Bezzałogowe statki powietrzne w Polsce

### Wojskowe

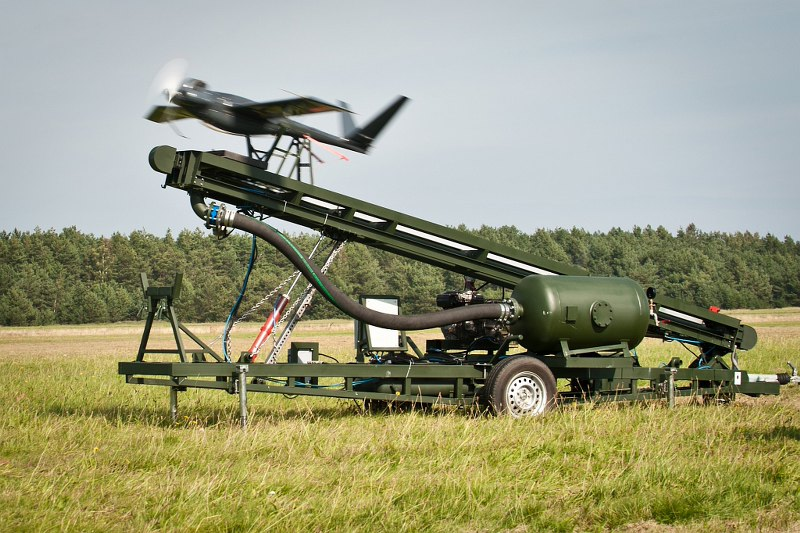
Start drona z parowej katapulty podczas ćwiczeń wojskowych Anakonda 2008 w Polsce

W Polsce projekty i badania nad BSP prowadzą m.in. Politechnika Śląska, Lotnicza Akademia Wojskowa w Dęblinie, Instytut Techniczny Wojsk Lotniczych, Politechnika Warszawska, Politechnika Poznańska, Politechnika Wrocławska oraz Politechnika Rzeszowska.
Siły Zbrojne Rzeczypospolitej Polskiej mają na wyposażeniu kilka bezzałogowych statków powietrznych: Aeronautics Orbiter, wykorzystywany głównie przez żołnierzy służących w Afganistanie, a także ScanEagle i WB Electronics FlyEye używane w Wojskach Specjalnych.
PKW Afganistan przez pewien okres (od wiosny 2011 do stycznia 2012), używał także jednego zestawu bsl Aeronautics Aerostar. Były to egzemplarze wypożyczone od producenta, do czasu dostawy właściwych egzemplarzy (z powodu niewywiązywania się producenta z zamówienia MON). Po kilku przedłużeniach terminu dostawy, kontrakt został zerwany przez MON z winy Aeronautics. Wypożyczone bezzałogowce zwrócono producentowi.
W 2015 r. planowano podjęcie decyzji o trybie pozyskania uderzeniowych systemów bezzałogowych Zefir i Gryf. 20 sierpnia tego roku minister obrony zdecydował, że Polska nie będzie kupować tych systemów za granicą, a do przetargu zaprosi firmy krajowe.

### Prywatne

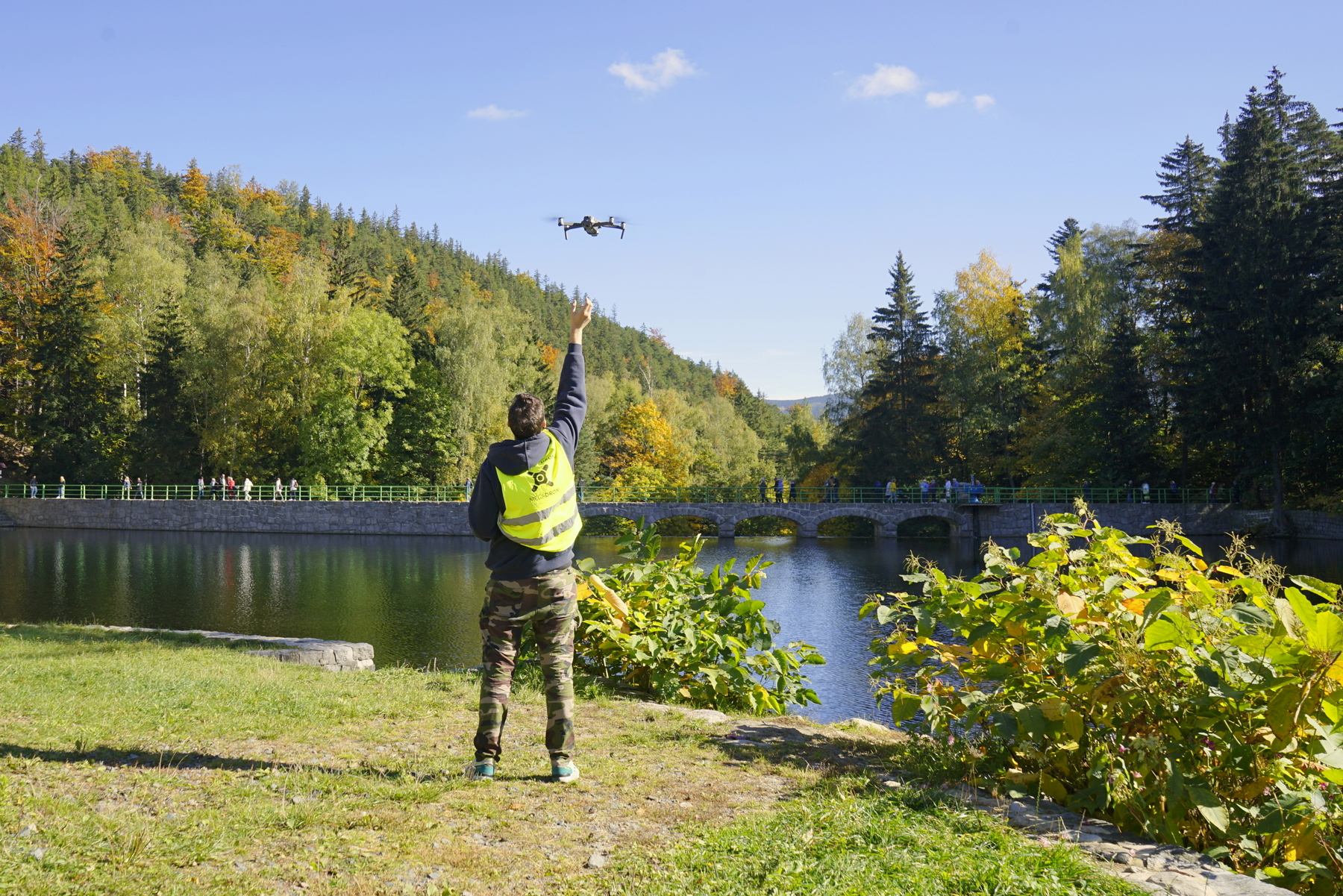
Moment lądowania drona DJI prywatnego użytkownika

Od 7 września 2016 roku weszły w życie nowe przepisy regulujące ruch dronów nad terytorium Polski. Dawniej można było latać bez licencji nad zabudowaniami i miastami poniżej 25 tysięcy mieszkańców. Od września bez licencji nie można latać nawet nad wsiami i wolno stojącymi budynkami (wymagane jest zachowanie odległości 100 metrów od zabudowań i 30 metrów od osób i pojazdów).
Zmiany dotyczą modeli latających ważących powyżej 0,6 kg. Modelami poniżej tej wagi można w dalszym ciągu wykonywać loty niekomercyjne, nawet na terenie miasta.
Osoby chcące latać zarobkowo lub cięższymi modelami muszą zdać egzamin państwowy w jednej z dwóch kategorii:
- UAVO VLOS (ang. Visual Line of Sight) – uprawnia do lotów w zasięgu wzroku pod warunkiem zachowania bezpiecznej odległości i odpowiedniego oznakowania (operator musi mieć kamizelkę, a dron musi mieć tabliczkę identyfikacyjną).
- UAVO BVLOS (ang. Beyond Visual Line of Sight) – uprawnia do lotów poza zasięgiem wzroku (sterowanie za pomocą obrazu przesyłanego z drona).

Lista osób upoważnionych do przeprowadzenia egzaminu UAVO znajduje się na stronie Urzędu Lotnictwa Cywilnego.

## Zastosowania cywilne

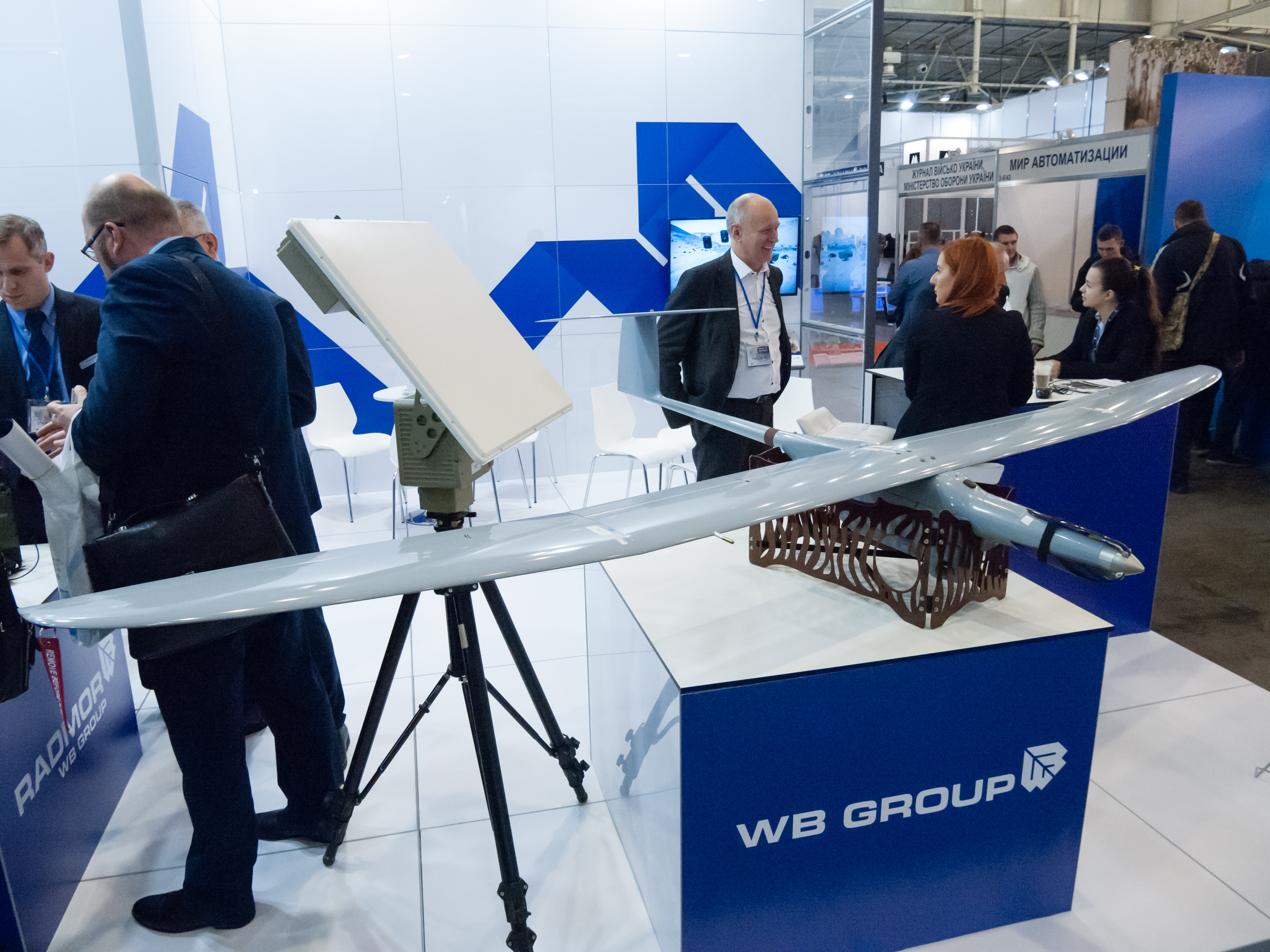
WB Electronics FlyEye

Bezzałogowe statki powietrzne stosuje się również w badaniach naukowych. Szczególnie przydatne są w monitorowaniu obszarów podbiegunowych. Wykonują pomiary grubości warstwy ozonowej, zliczają populacje fok, tworzą mapy zbiorników wody spływającej podczas roztopów, mierzą grubość lodu, badają zanieczyszczenia atmosfery i przepływ aerozoli nad Oceanem Spokojnym. Niekiedy jednostki naukowe konstruują własne modele do swoich badań, takie jak Meridian, opracowany przez studentów University of Kansas.
W cywilnym zastosowaniu mogą one pełnić funkcję przekaźników telekomunikacyjnych, Amazon od dłuższego czasu zapowiada już chęć dostarczania swoich przesyłek poprzez drony, podobnie jak Domino’s Pizza przewiduje ich zastosowanie przy dostawie pizzy. Firma P4, polski dostawca usług telekomunikacyjnych poszerzy swoją ofertę o drona Parrot AR.Drone 2.0 Elite Edition, który jest dostępny dla każdego.
Prowadzone są testy zastosowania dronów do szybkiego dostarczania defibrylatora typu AED (automated external defibrillator) do pacjenta z nagłym zatrzymaniem akcji serca.
Firma Google zakupiła producenta dronów Solar 60< i planuje początkowo umieścić drony w przestrzeni, na wysokości 20 km nad poziomem morza. Zamontowane panele słoneczne umożliwią BSP przemieszczanie się przez 5 lat i użyte będą do dostarczenia połączenia internetowego mieszkańcom najmniej zamożnych terenów na świecie, jednocześnie docierając do miejsc, w których dostarczenie Internetu było wcześniej nieosiągalne.
Projektowane są też coraz częściej do akcji poszukiwawczo-ratowniczych (m.in. w jaskiniach), a także w kryminalistyce rozpoznawczej i wykrywczej.
Kolejnym miejscem zastosowania BSP jest branża nieruchomości, która używa bezzałogowych systemów latających do fotografowania i nagrywania budynków, które posiada w swojej ofercie. Wiele firm z różnych branż idzie ich śladem, wykonując zdjęcia w miejscach trudno dostępnych lub z perspektywy, którą trudno uchwycić w normalnych warunkach. Niektórzy eksperci są zdania, że drony zrewolucjonizują rynek telewizyjny i reklamowy. Już dziś możemy obejrzeć wiele reklam telewizyjnych, które zostały nagrane dzięki wykorzystaniu kamer zainstalowanych na niewielkich latających obiektach. Dzięki temu drony znalazły zastosowanie w reklamach i marketingu.
Bezzałogowe statki powietrzne również pomagają uwiecznić ekstremalne chwile osobom, które trenują wyczynowe sporty. Osoby odpowiedzialne za nagrania nie muszą już podążać ich krokiem, gdyż zrobi to za nie dron. Wystarczy im kontroler lotu w dłoni i specjalne gogle wyświetlające obraz z kamer.
Dziennikarze również wykorzystują drony do nagrania obrazu z lotu ptaka. Dzięki temu możemy oglądać obraz z samego serca akcji. Operator może to zrobić bezpośrednio z wozu transmisyjnego, a przy użyciu maszyn o większym zasięgu, nawet z siedziby redakcji.
BSP cieszą się zainteresowaniem wśród grup przestępczych i hakerów. Jeden z hakerów, Samy Kamkar, opracował metodę, dzięki której potrafi przejmować kontrolę nad dronami Parrot. SkyJack to dron przeprogramowany przez Samy’ego, który jest w stanie znaleźć w przestrzeni powietrznej drona Parrot i przejąć kontrolę nad jego kamerami i sterowaniem.
Angielscy gangsterzy wykorzystują bezzałogowy system latający do szukania nielegalnych plantacji marihuany. Lampy oświetlające rośliny wydzielają ciepło, które widziane jest przez kamery termowizyjne. Przestępca nachodzi nielegalnego plantatora i przywłaszcza jego plony, by móc je później sprzedać z zyskiem. Gangsterzy twierdzą, że nie sprawdzają co i kto ma w domu, tylko szukają miejsc nielegalnych upraw.
W Polsce funkcjonuje regularne połączenie dronowe pomiędzy Szpitalem Czerniakowskim a szpitalami w Sochaczewie i w Pułtusku. Transportujące próbki do badań bezzałogowce odbywają loty po kilka razy dziennie – po ok. 60 km w jedną stronę. Loty są realizowane na podstawie szczególnego zezwolenia Prezesa Urzędu Lotnictwa Cywilnego.

## Stan prawny w kwestii używania dronów
Wszystkie cywilne statki powietrzne (załogowe i bezzałogowe) działają zgodnie z konwencją chicagowską o lotnictwie cywilnym. Międzynarodowa Organizacja Lotnictwa Cywilnego – agencja ONZ nadzorująca rozwój i bezpieczeństwo transportu lotniczego – wyznaczyła terminy objęcia regulacjami poszczególnych kategorii bezzałogowców:
- do 2018 – wstępna integracja z ruchem lotniczym w przestrzeni powietrznej, bez obszarów wydzielonych,
- do 2028 – pełna integracja, zapewniająca „przejrzystość działania w przestrzeni powietrznej”, w której bezzałogowce są widoczne dla służb kontroli ruchu lotniczego i są w stanie komunikować się z nimi[30].

W Polsce raport w sprawie zastosowania bezzałogowych statków powietrznych przygotowany w 2013 roku przez Urząd Lotnictwa Cywilnego (ULC), zwraca uwagę na potencjalne bogactwo zastosowań, ale już na wstępie stwierdza, że wcześniejszy brak regulacji nie przeszkodził w rozwoju lotnictwa bezzałogowego. Po nowelizacji w 2011 roku ustawy Prawo lotnicze, loty BSP muszą spełniać określone warunki, do najmniej restrykcyjnych, ponieważ loty cywilnych dronów, których masa startowa nie przekracza 25 kg, są ogólnie dopuszczone w celach rekreacyjnych lub sportowych, bez obowiązku posiadania pozwolenia; nie jest wymagana rejestracja urządzenia, użytkownik nie musi zapewniać dodatkowego ubezpieczenia odpowiedzialności cywilnej czy posiadać certyfikacji. Nie jest także wymagane pozwolenie na wykonywanie lotów oraz spełnianie kryteriów wymagań środowiskowych czy norm hałasu.

## Zagadnienia etyczne
Najważniejszym atutem dronów jest fakt, że nie jest on pilotowany przez człowieka, co oznacza, że w razie jego zestrzelenia lub skutkującej upadkiem awarii nie ma strat w ludziach (o ile sam jego upadek takich strat nie spowoduje). Konflikt zbrojny w Afganistanie stworzył możliwość przetestowania dronów – z biegiem lat wzrosła precyzyjność wykonywanych ataków, a liczba ofiar wśród cywili została ograniczona do minimum.
Coraz częściej wystosowywane są prośby o całkowite zaprzestanie wykorzystywania robotów w działaniach wojennych. Dr Robert Sparrow apeluje w magazynie „IEE Technology and Society Magazine” by inżynierowie odcięli się od prac nad robotami wykorzystywanymi w działaniach wojennych. Niemniej jednak sukcesy dronów, np. Predatora czy Reapera, przyczyniły się do tego, że rządy bądź ministerstwa składają więcej zamówień na taki sprzęt. Jest to także zauważalne w planach i działaniach polskiego Ministerstwa Obrony Narodowej.
Maszyny tego rodzaju ułatwiają rządom rozpoczęcie wojny. Z drugiej strony politycy sądzą, że wykorzystując te maszyny nie poniosą żadnych strat. Często jednak zdarza się, że w wyniku ataku dronów giną także cywile, co stwarza wątpliwości dotyczące etyki budowania takich maszyn dla wojska. Dr Sparrow zwraca uwagę, że odmowa udziału inżynierów w projektach militarnych może utrudnić im karierę, czy też ją złamać, niemniej jednak należy podnieść kwestię dotyczącą etyki. Gdyby wszyscy inżynierowie, niezależnie od ich planów kariery, postawili ostrą krytykę to możliwe, że temat skłoniłby do dyskusji i do opracowania rozwiązań.

### Ochrona praw człowieka
Ben Emmerson zwrócił uwagę na wiele kwestii w sprawie użytkowania bezzałogowych statków powietrznych. Na generalnym zebraniu 11 marca 2014 roku jako Specjalny Sprawozdawca przedstawił Raport o Promocji i Ochronie Praw Człowieka i Podstawowych Wolności podczas przeciwdziałania terroryzmowi. Raport został przedłożony do Rady Praw Człowieka. W styczniu 2013 roku Specjalny Sprawozdawca rozpoczął badania w sprawie używania zdalnie sterowanych samolotów tzw. dronów, w bardzo niebezpiecznych antyterrorystycznych operacjach w jednostkach militarnych.
Głównymi celami dochodzenia były:
- oceny oskarżenia, dotyczące operacji które miały rezultat w nieproporcjonalnych poziomach rannych cywilów.
- przedstawienie zaleceń dotyczących obowiązku państw do przeprowadzania niezależnych, bezstronnych dochodzeń i ogłoszenie ich wyników publicznie.
- zidentyfikowanie spornych kwestii międzynarodowego prawa odpowiedniego do takich operacji i przedstawienie zaleceń mających na celu promowanie międzynarodowych sporów[38].

Sprawozdawca założył stronę internetową dedykowaną temu tematowi i będzie kontynuował pozyskiwanie od zainteresowanych państw dodatkowych informacji uzasadnienia legalnego zastosowania samolotów bezzałogowych w operacjach antyterrorystycznych, a także usprawiedliwienia poszczególnych ataków. Wszystko to będzie udostępnione na wspomnianej stronie internetowej. Ostatni raport był poprzedzony raportami tymczasowymi, w których Ben Emmerson podawał na bieżąco częstotliwości ataków i liczby ofiar śmiertelnych wśród cywili przy użyciu bezzałogowych samolotów podczas działań militarnych na terenie Afganistanu, Iraku, Jemenu, Pakistanu, w Strefie Gazy, Izraelu i Somalii.
W raporcie tymczasowym do Generalnego Zgromadzenia Emmerson wprowadził zalecenie mówiące, że państwo jest odpowiedzialne za ofiary cywilne, które nie były przewidziane w planowanych atakach. Państwo powinno być odpowiedzialne za przeprowadzenie niezwłocznego, niezależnego i bezstronnego dochodzenia, którego wyniki ma przedstawić i wyjaśnić. Emmerson po przedstawieniu raportu stwierdził, że państwa powinny porozumieć się w kwestiach dotyczących prawa do samoobrony i Międzynarodowego Prawa Humanitarnego. Usiłuje on znaleźć odpowiedzi na pytania dotyczące tych kwestii w sytuacjach i miejscach objętych konfliktami zbrojnymi. Specjalny Sprawozdawca przedstawia pytania i zaprasza państwa członkowskie do wyrażenia swoich opinii na te pytania, przed 27. posiedzeniem Rady Praw Człowieka. Zamierza opublikować odpowiedzi na oficjalnej autoryzowanej stronie.

### Ochrona prywatności
Różnorodność zastosowania dronów stanowi istotne wyzwanie zarówno w zakresie technologicznym, jak i prawnym, ponieważ sposoby użytkowania aplikacji mogą być wrażliwe z punktu widzenia prywatności. W tym aspekcie trzeba wziąć pod uwagę, że BSP wyposażone w systemy gromadzące i przetwarzające informacje obrazowe wymagają szeregu uregulowań prawnych.
Dwoma największymi zagrożeniami związanymi z technologiami informacyjnymi są ataki cyberprzestępców oraz utrata prywatności. Skupiając się na potencjalnych zagrożeniach, nie powinny zostać wprowadzone restrykcje i ograniczenia użytkowania BSP – technologii powszechnie już stosowanej. Rozwiązaniem jest edukacja odnośnie do wykorzystania dronów i informacji przez nie pozyskane.

### Ochrona danych osobowych
Operatorzy dronów są zobowiązani przestrzegać przepisów dotyczących ochrony danych osobowych. Dotyczy to w szczególności europejskich, ale i krajowych środków ustanowionych na podstawie dyrektywy 95/46/WE oraz decyzji ramowej 2008/977. Zgodnie z opinią Grupy Roboczej Artykułu 29, europejskiego organu do spraw ochrony danych osobowych, istniejące przepisy wymagają modyfikacji. W przypadku monitoringu bieżące regulacje nakładają obowiązek poinformowania wszystkich osób w zasięgu lotu o przetwarzaniu ich danych osobowych, co bywa niemal niewykonalne.

## Wybrane modele BSP
amerykańskie:
- RQ-1 Predator
- RQ-2 Pioneer (wspólnie z IAI)
- RQ-3 DarkStar
- RQ-4 Global Hawk/Euro Hawk
- RQ-5 Hunter (wspólnie z IAI)
- RQ-6 Outrider
- RQ-7 Shadow
- RQ-8A Fire Scout
- RQ-11 Raven
- RQ-14 Dragon Eye
- Prospector A1
- RQ-170 Sentinel
- bezzałogowy śmigłowiec Kaman K-MAX

australijski:
- Boeing MQ-28 Ghost Bat

austriacki:
- Camcopter S-100

chińskie:
- ChangKong-1 i 2
- ASN-15
- ASN-206
- Wz-2000

brytyjskie:
- BAE Corax
- BAE HERTI (HERTI-1A, HERTI-1B, HERTI-1D)
- Mercator
- Phoenix
- Watchkeeper

francuskie:
- Sperwer

greckie:
- HAI Pegasus
- EADS 3 Sigma

indyjskie:
- ADA Nishant
- Searcher MkII (we współpracy z Izraelem)
- HAL Heron (we współpracy z Izraelem)

izraelskie:
- Top I Vision Casper 250 (we współpracy z Polską)
- IAI Pioneer (we współpracy z USA)
- RQ-5 Hunter (we współpracy z USA)
- IAI Harpy
- IAI Heron
- IAI Ranger
- IAI Skylite – mini-UAV
- Elbit Hermes 450 – którego wariant (nazwany Watchkeeper 450) został wybrany w ramach brytyjskiego programu Watchkeeper
- Searcher II

irańskie:
- Mohajer-3
- Mohajer-4
- Karrar

japońskie:
- Yamaha R-50
- Yamaha R-MAX

jordańskie:
- Jordan Falcon
- Jordan Arrow

niemieckie:
- Drohne CL 289
- Aladin
- Luna X 2000
- KZO

pakistańskie:
- UAV Vector

polskie:
- Wojskowe Zakłady Lotnicze nr 2 SBSP PGZ-19R[47]
- Wojskowe Zakłady Lotnicze nr 2 SBSP DROZD
- Wojskowe Zakłady Lotnicze nr 2 SBSP SOWA
- ITWL HOB-bit
- WB Electronics SOFAR (we współpracy z Izraelem)
- WB Electronics FlyEye[48]
- WB Electronics FT5-ŁOŚ
- WB Electronics Manta[48]
- bezzałogowy śmigłowiec ILX-27
- PZL SW-4 Solo RUAS/OPH

południowoafrykańskie:
- Kentron Seeker
- Denel Bateleur

radzieckie/rosyjskie:
- Ławoczkin Ła-17R
- Pczeła-1T
- Tu-141
- Tu-143 Rejs
- MiG Skat
- Orion
- Altius
- Zala Łancet-3
- Orłan-10
- Eleron-3

szwajcarskie:
- RUAG Ranger

tureckie:
- Bayraktar TB2
- Bayraktar Mini UAV
- Baykus

włoskie:
- SELEX Galileo Falco

NASA sponsorowała badania nad BSP Helios zasilanym energią słoneczną, któremu w 2001 roku udało się osiągnąć pułap 30 km. Helios wskutek awarii rozbił się w wodach Pacyfiku 26 czerwca 2003 roku.